# Nicola Vicentino
Nicola Vicentino (Vicenza, 1511 - Roni, 1572) fou un teòric musical, madrigalista i compositor italìa del Renaixement.
Deixeble de Willaert, fou nomenat mestre de capella de la cort i professor de música dels prínceps d'Este, a Ferrara, retirant-se després a Roma, on residí molt de temps en el palau del cardenal Hipòlit II d'Este. El 1546 intentà ressuscitar les escales cromàtiques i enharmòniques dels antics amb la publicació del llibre de madrigals a 5 veus, titulat Dell’Unico Adriano Villaert discepolo D. Nicola Vicentino madrigali a 5 voci per teòrica e per pratica da lui composti al nuovo modo del celebrissimo suo maestro ritrovato, construint, a més, per a reforçar els seus arguments, un arcicembalo i un arciorgano, en els que els sons derivats dels sons naturals estaven clarament diferenciats.
El poc èxit de la seva temptativa el portà a tractar d'aquesta assumpte teòricament en l'obra titulada L'antica musica ridotta allà moderna pratica (1955) amb una descripció de l’archicembalo, a la que afegí més tard una Descrizione dell'arciorgano (1561).
Les idees de Vicentino foren atacades per V. Lusitano, Zarlino i Doni, mentre que trobaren fervents defensors en Cipriano de Rore i el príncep de Venosa.